# Hendrik Westerstraat
De Hendrik Westerstraat in Oude Pekela is een bijna 3 kilometer lange straat die parallel loopt aan het Pekelderdiep. Aan de overzijde van het kanaal loopt de Feiko Clockstraat, met tien bruggen die de weerszijden van het Groninger lintdorp met elkaar verbindt. De Hendrik Westerstraat begint bij de N367 en loopt in westelijke richting over in de Hendrik Hindersstraat.  

## Geschiedenis
De Hendrik Westerstraat is vernoemd naar onderwijzer en onderwijshervormer Hendrik Wester; hij woonde en werkte vanaf 1783 in Oude Pekela en overleed er in 1821. In 1930 werd in de gemeenteraad vermeld dat men met ingang van 1 januari 1931, gelijktijdig met de volkstelling, de namen van verschillende straten in het dorp zou gaan veranderen. Besloten werd om ter nagedachtenis aan Feike Alles Clock en Hendrik Wester straten naar hen te vernoemen. Ook in 1951 kwam het verloop en de nummering van de straten weer ter sprake in de raadsvergadering.
Voor Oude Pekela als voormalige veenkolonie zijn de wegen aan weerszijden van het kanaal, de Hoofdweg, altijd belangrijk geweest. Ook aan het einde van de negentiende en het begin van de twintigste eeuw, toen Oude Pekela met negen fabrieken het centrum van de strokartonindustrie was. Vanwege de toegang tot het Pekelderdiep stonden er dan ook vier strokartonfabrieken in de Hendrik Westerstraat: 
| Huisnr. | Naam       | Bijzonderheden                                                              |
| ------- | ---------- | --------------------------------------------------------------------------- |
| 20-22   | Free & Co. | Gemeentelijk monument, gebruikt door HempFlax en deels het museum Siep & Co |
| 25-31   | Union      | Opgegaan in bedrijventerrein Aa-Stroom                                      |
| 59-60   | Britannia  | Gemeentelijk monument, als loods gebruikt door Hempflax                     |
| 101     | Erica      | Gesloopt tussen 1972 en 1982                                                |

Ook hebben er drie kerken en een synagoge in de straat gestaan, waarvan drie nog bestaan en slechts één als zodanig in gebruik is: 
| Huisnr. | Naam                                                                                                   | Bijzonderheden                                                                             |
| ------- | --- | ------------------------------------------------------------------------------------------ |
| 114-115 | Wedderwegkerk en de Hervormde pastorie                                                                 | Beiden een rijksmonument                                                                   |
| 191     | Voormalige Vrije Evangelische kerk                                                                     | Heeft sinds 2020 een woonbestemming                                                        |
| 205     | Het Anker Met haar twee voorgangers: de Eben Haëzer (1896 - 1980) en de Gereformeerde kerk (1866-1896) | Verkocht in 2015. Wordt tegenwoordig gebruikt door de Wedderwegkerk.                       |
| 248     | Voormalige synagoge van Oude Pekela                                                                    | De synagoge is gesloopt in 1979, de naastgelegen onderwijzerswoning uit 1937 wordt bewoond |

Voor de Tweede Wereldoorlog woonde er een grote Joodse gemeenschap in Oude Pekela, de Pekelder Joden. Voor 22 van hen die aan de Hendrik Westerstraat gewoond hebben zijn Stolpersteine geplaatst.

## Galerij

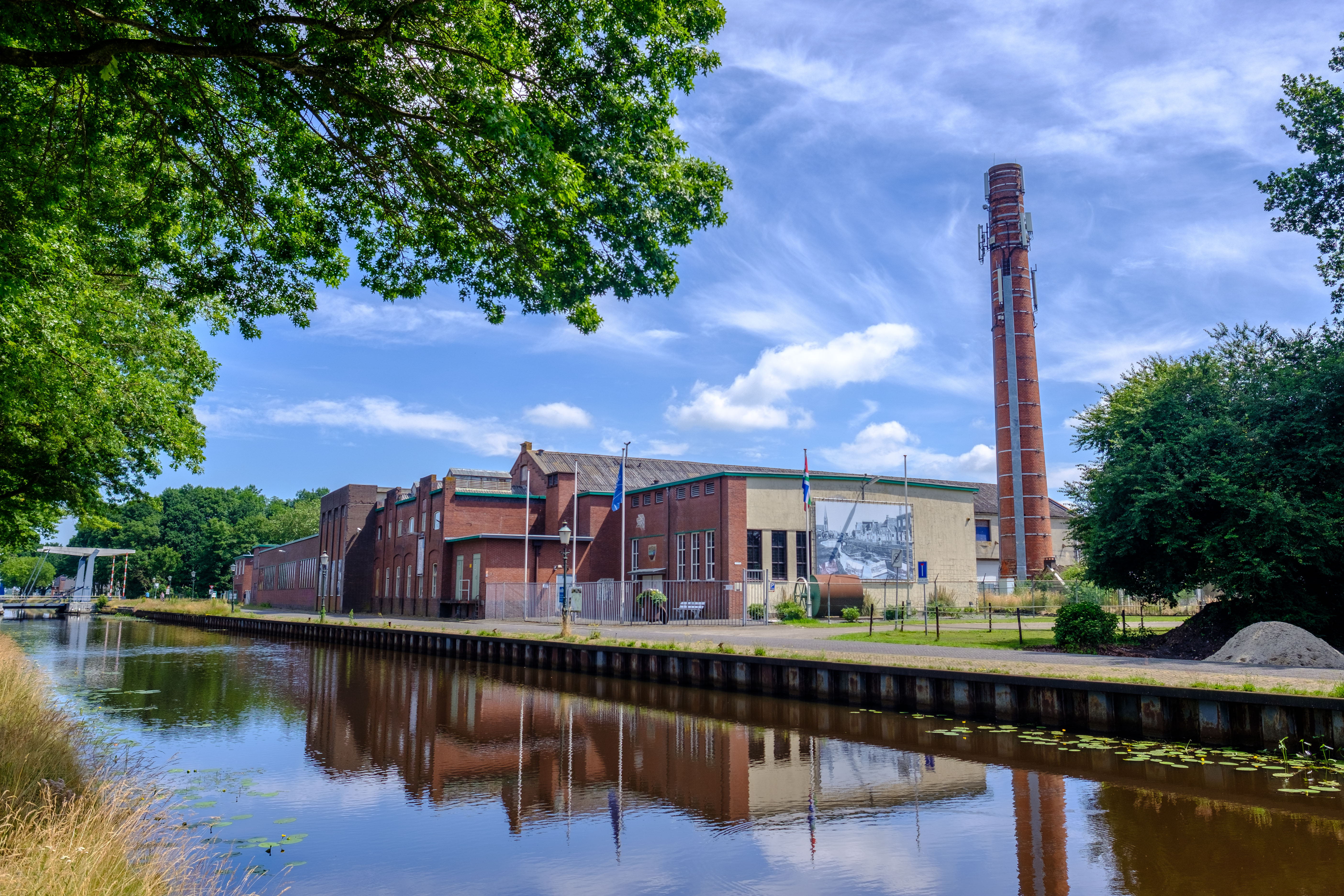
Free & Co.
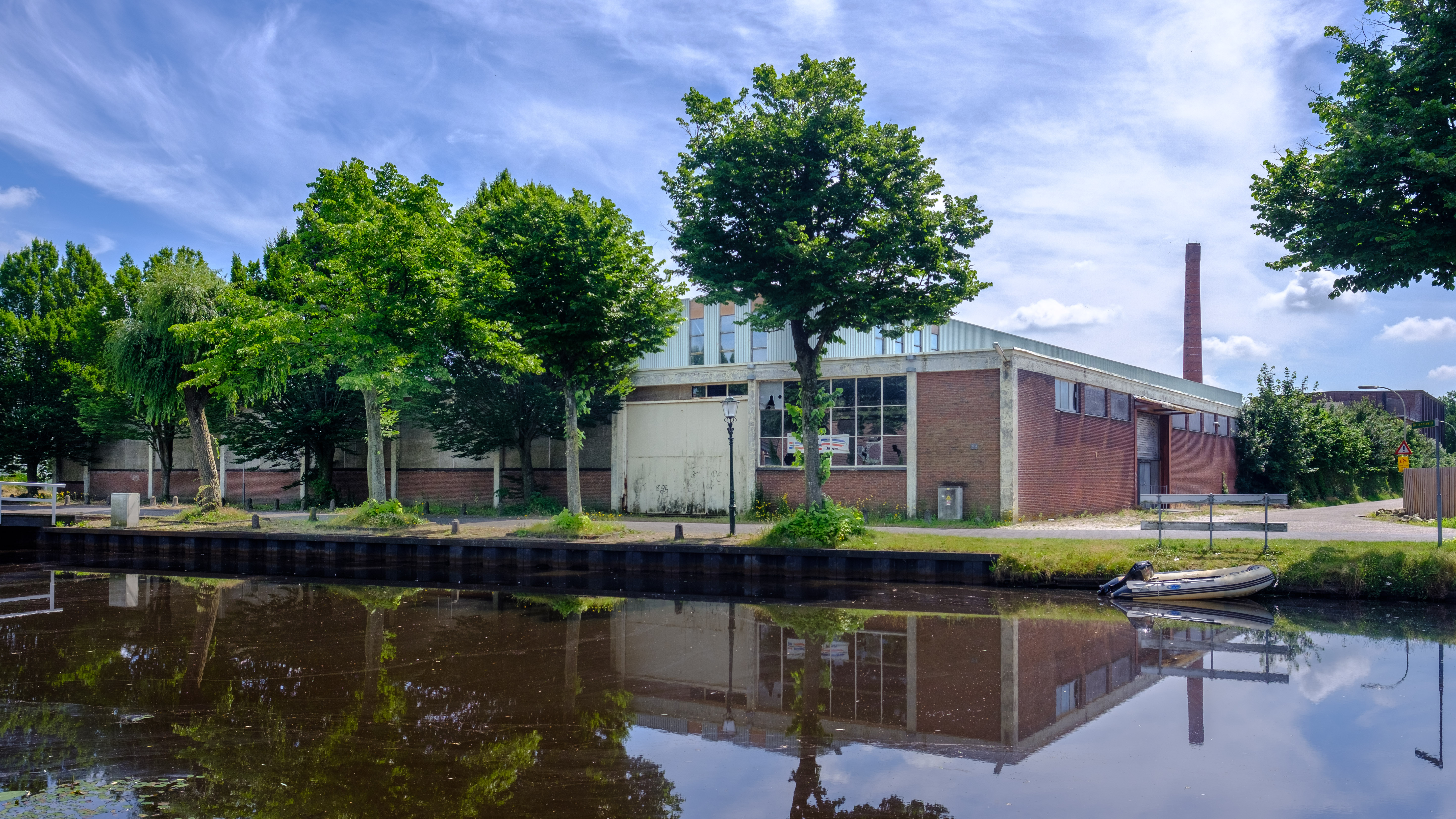
Britannia
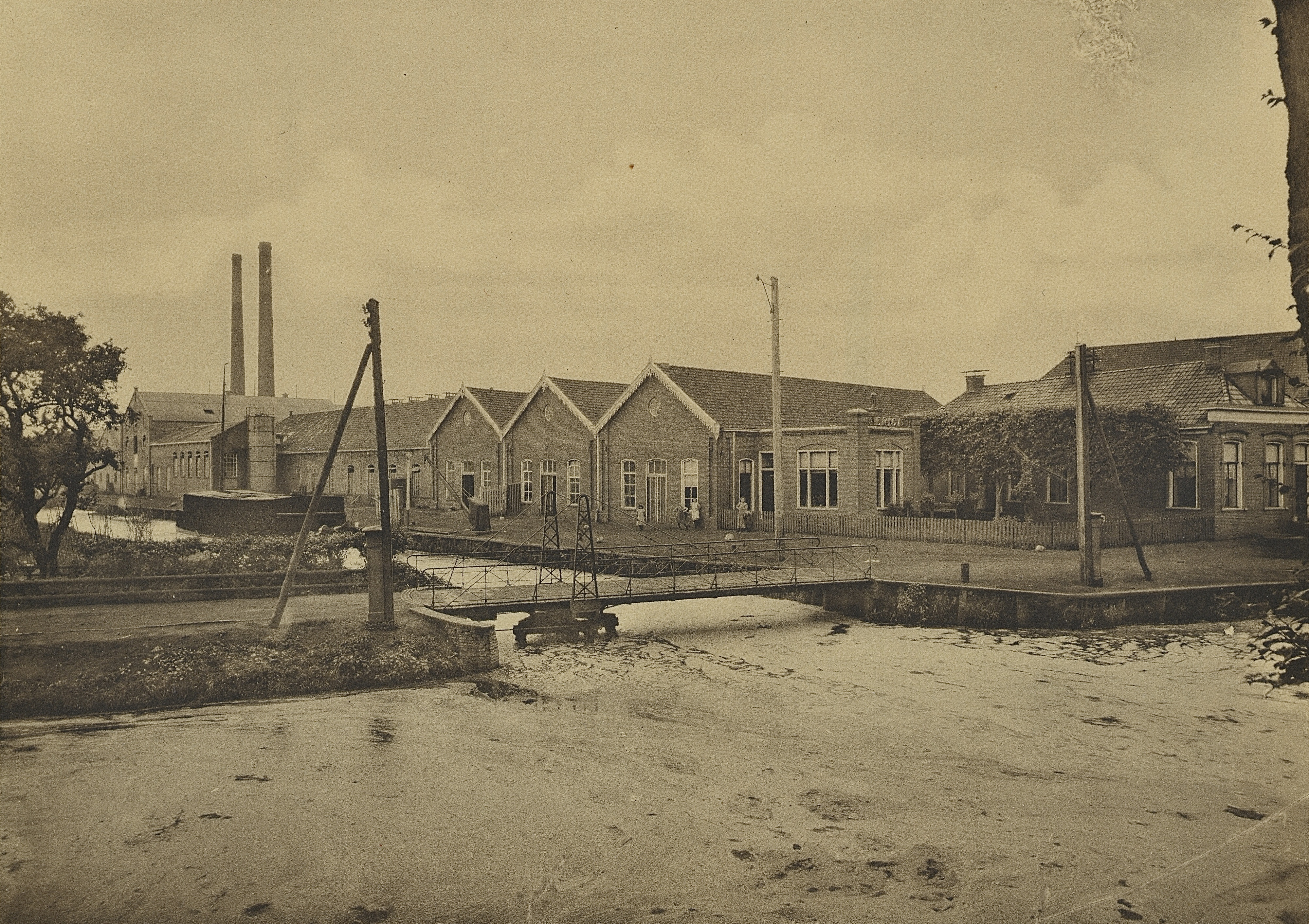
Erica
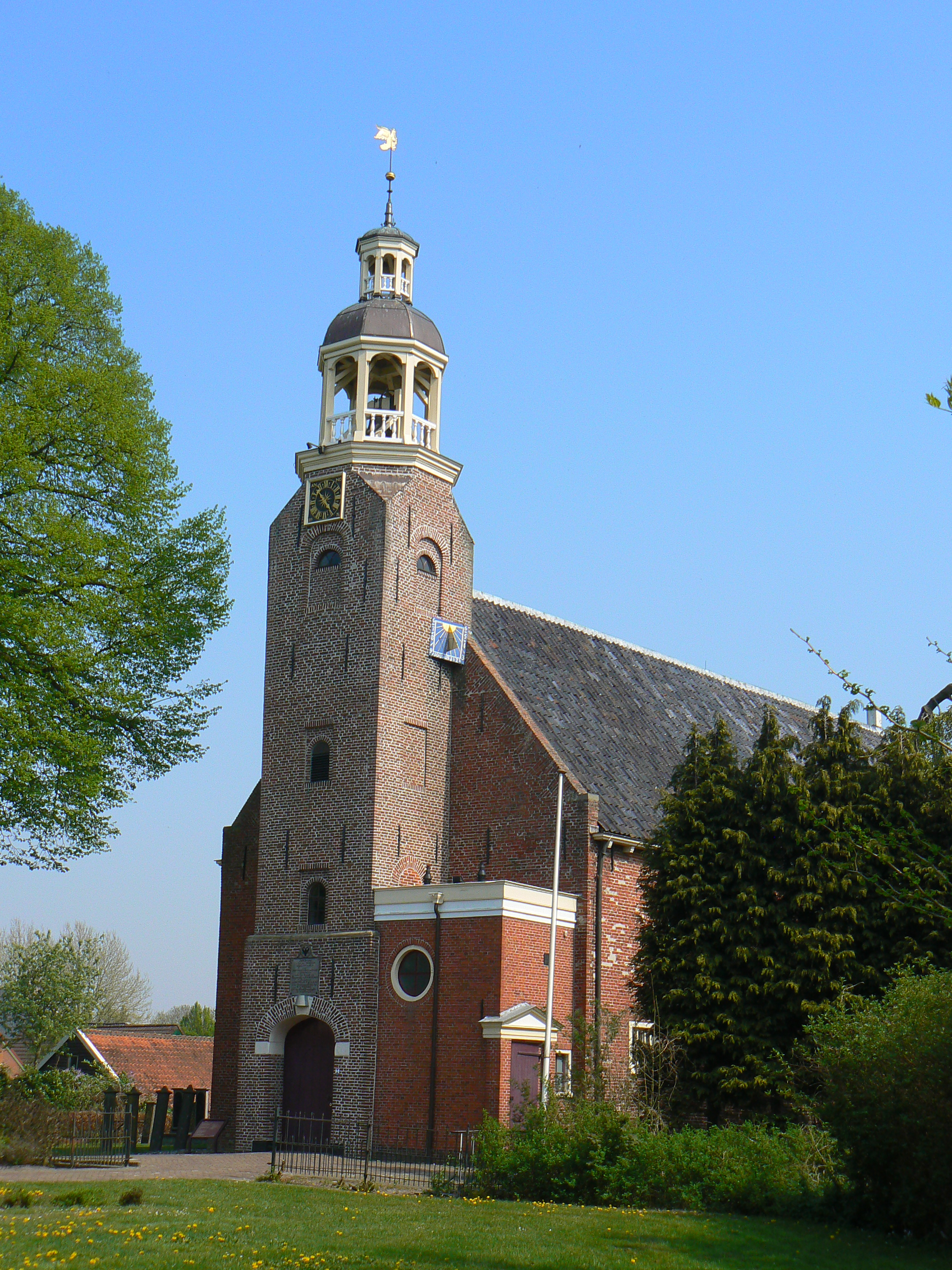
De Hervormde Wedderwegkerk
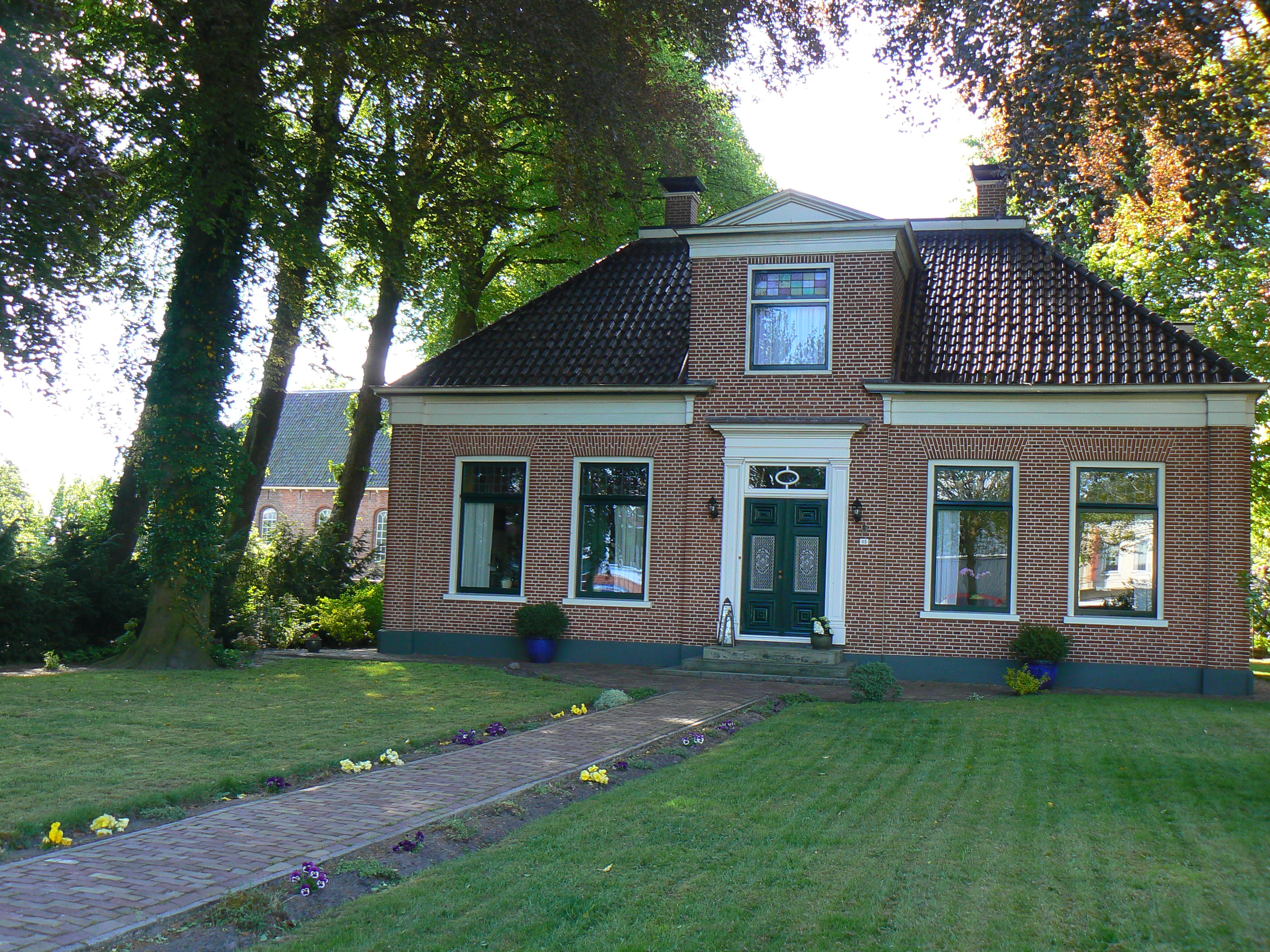
De pastorie naast de kerk
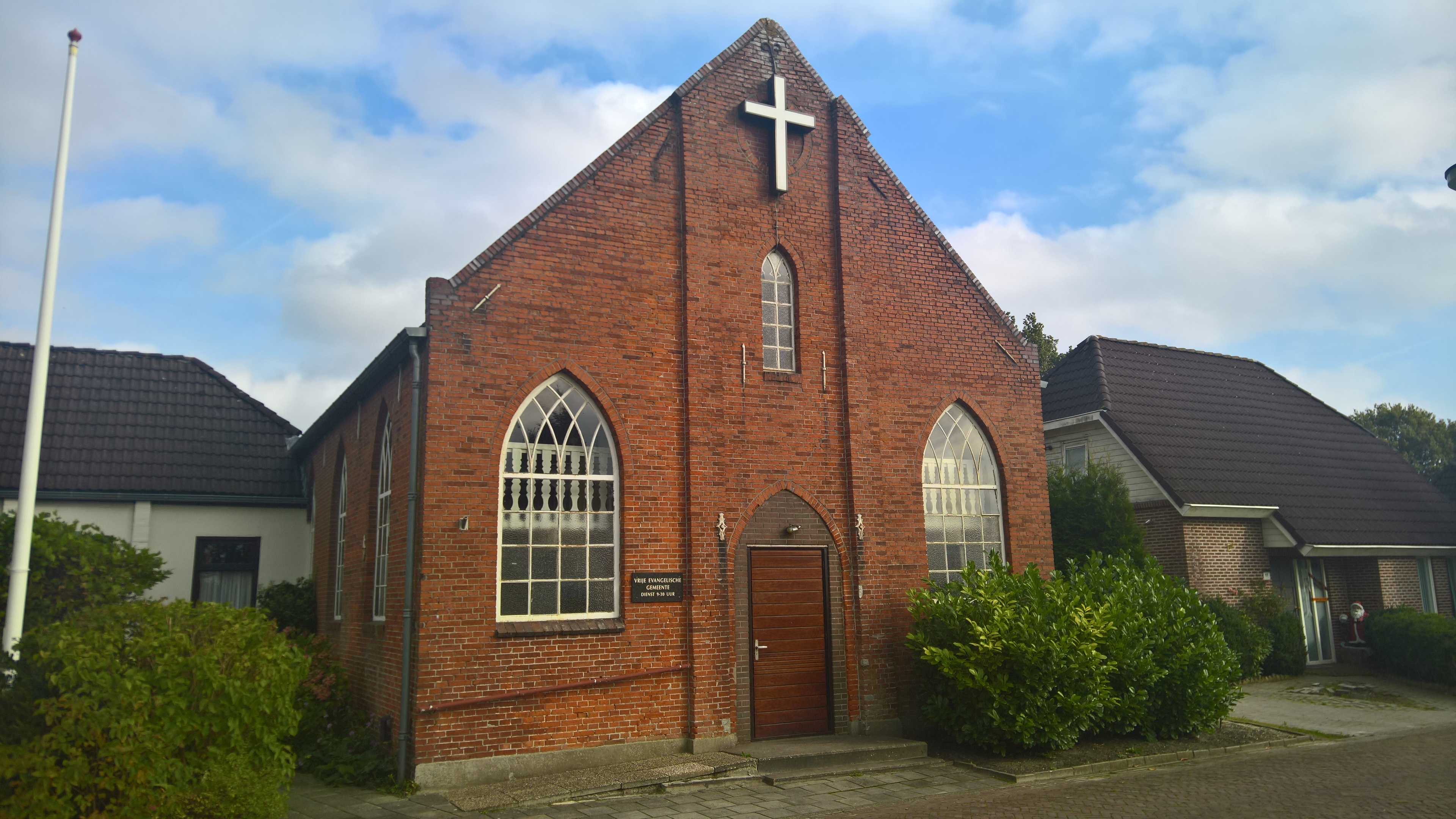
De Vrije Evangelische kerk
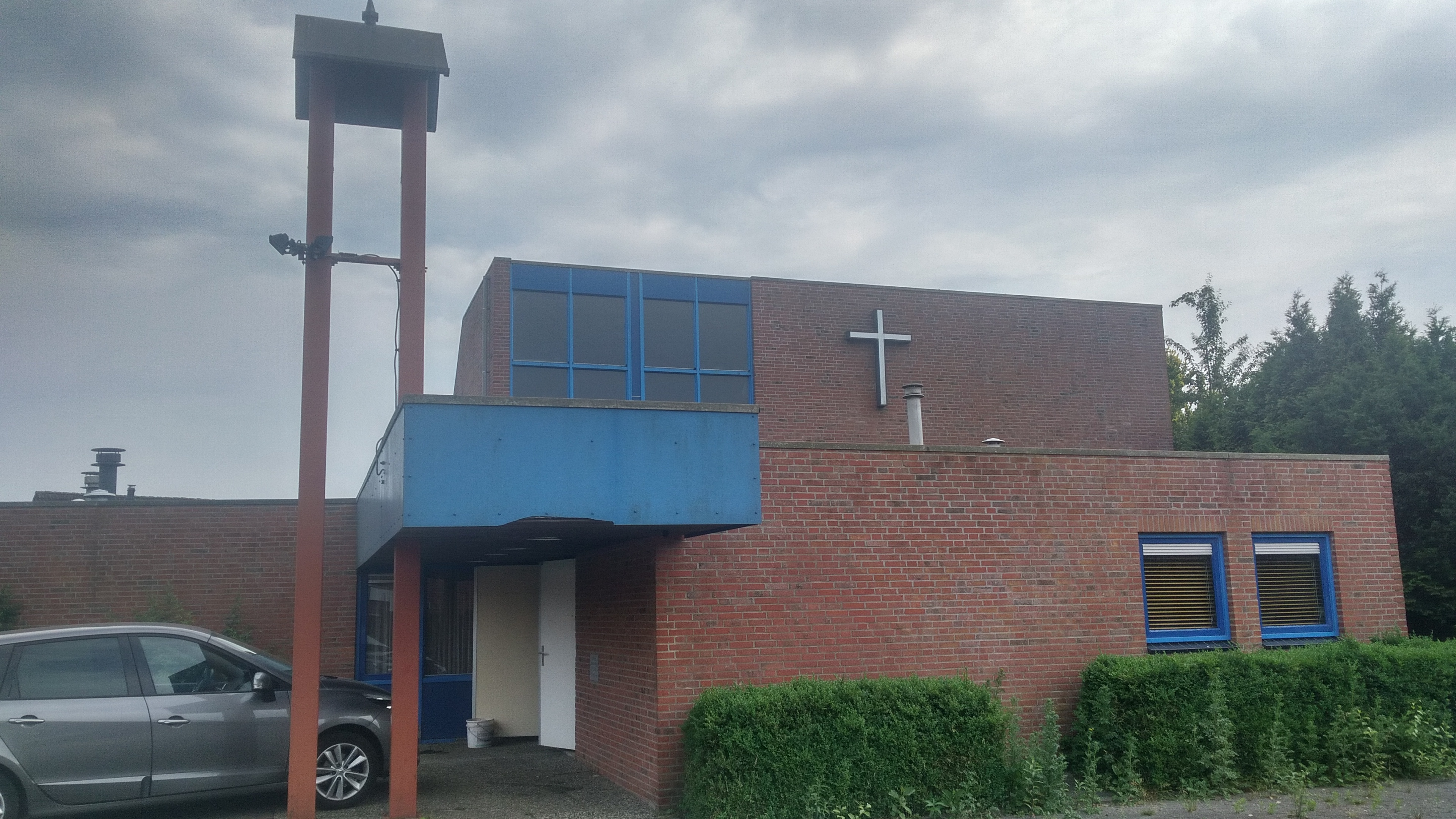
Het Anker
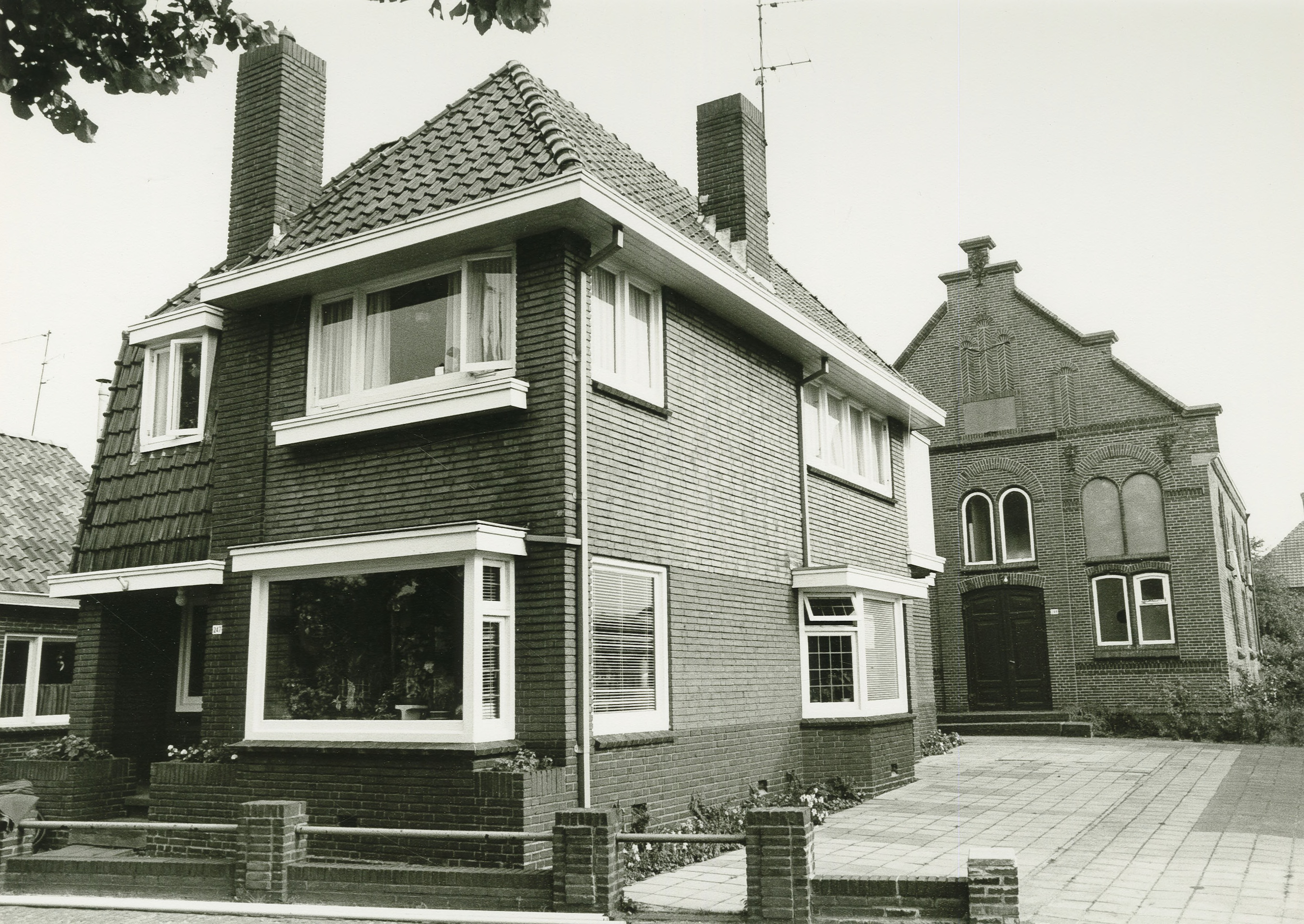
De synagoge met op de voorgrond de onderwijzerswoning
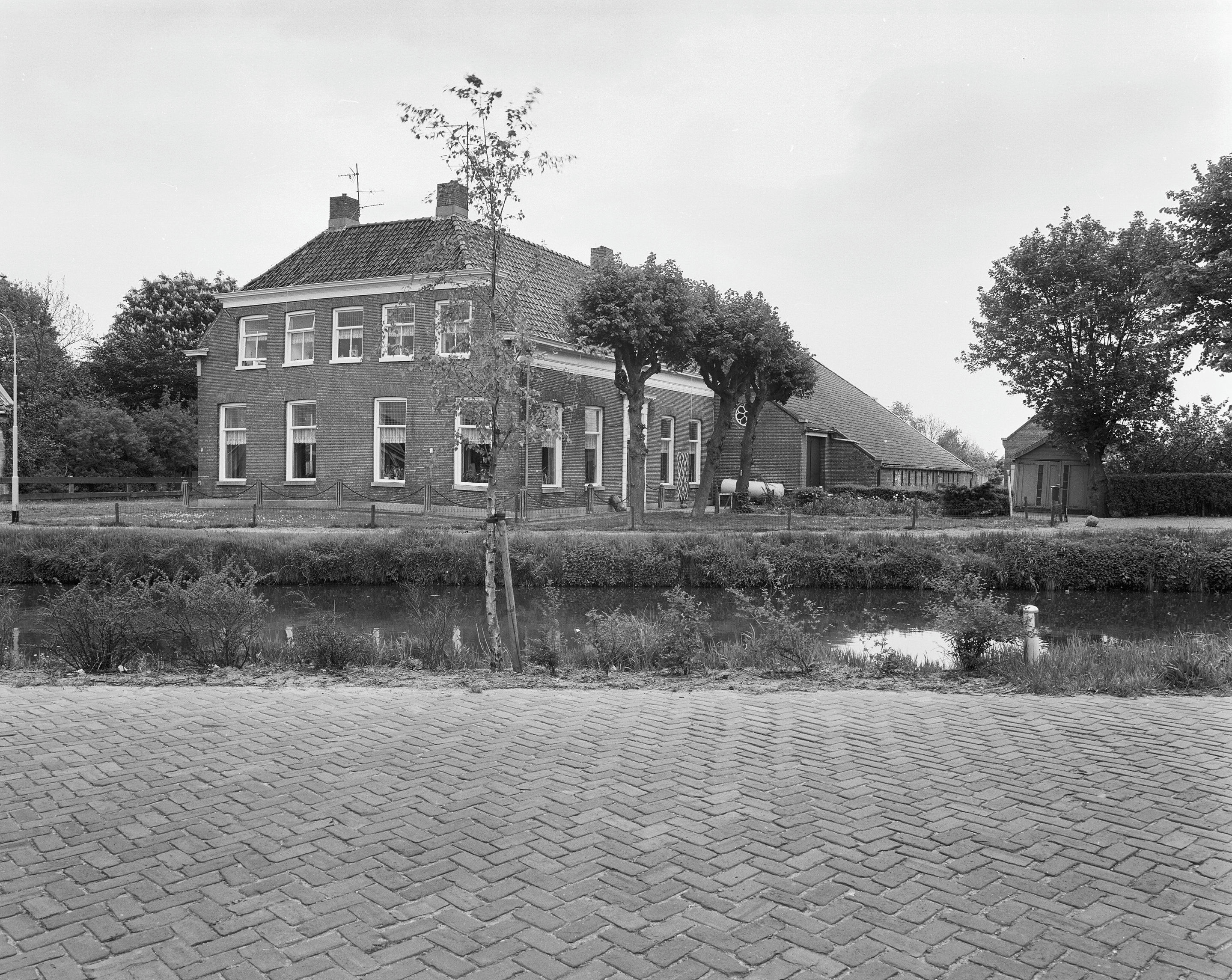
Hendrik Westerstraat 86
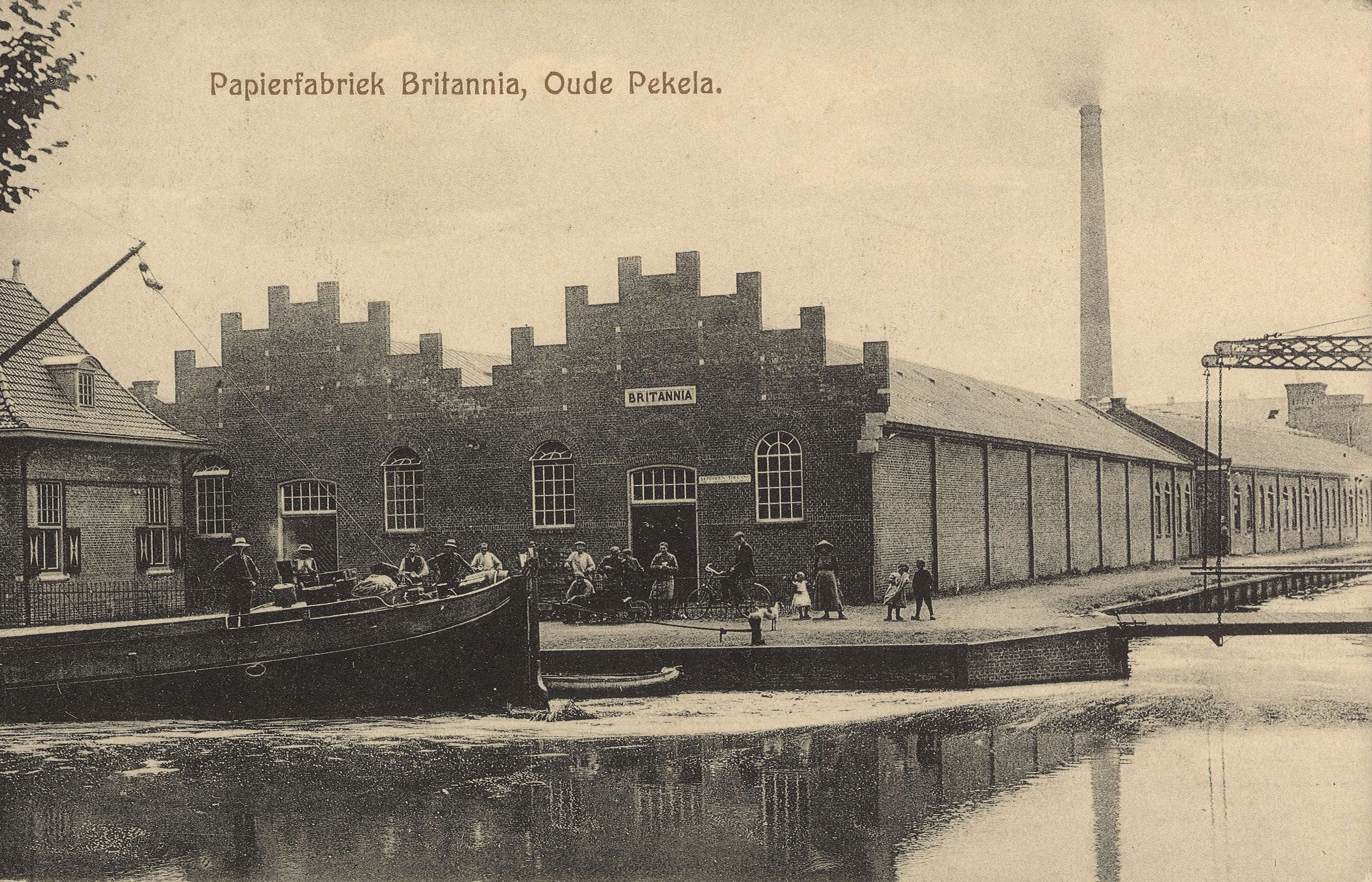
Britannia (1910)